# Христо Гюлеметов – Чибис
 Тази статия е за политика и историк.  За революционера вижте Христо Гюлеметов – Бонбона.  
Христо Константинов Гюлеметов, известен като Чибис, е деец Българската комунистическа партия.

## Биография
Роден е в Брацигово, Пещерско, на 14 октомври 1885 година. Родът му произхожда от костурското село Омотско. Учи в Практическото земеделско училище в Кюстендил и започва работа в Държавния разсадник в Плевен. Година по-късно се записва в Лозаро-винарското училище в Плевен. В 1904 година, докато работи в разсадника, контактува с тесните социалисти Тодор Луканов, Йордан Йорданов, Вълчо Иванов, Ламби Кандев и други. След завършването си, в 1908 година основава първата група на Българската работническа социалдемократическа партия (тесни социалисти) в Брацигово, към която е създаден и просветен кръжок. В 1910 – 1911 година е войник, а след това е подуправител на Държавния разсадник в Севлиево. Участва в Балканската война с 40-и пехотен беломорски полк. Поради заболяване е изпратен в тила и демобилизиран. От края на 1913 година е заместник-управител на Държавния разсадник в Елена. Участва и в Първата световна война. В 1916 година е окръжен военен агроном в Струмица, а по-късно в Царево село.
След Първата световна война общинските избори в Брацигово през декември 1919 година са спечелени от Българската комунистическа партия (тесни социалисти) и Гюлеметов е избран за кмет. Новата общинска управа започва редица социални реформи, но среща съпротива от централната власт. Общината обявява първи май за официален празник, взима мерки по охрана на общинските гори, спира споровете със съседните общини. През пролетта на 1921 година Гюлеметов е арестуван в кабинета си, отведен в Таш капия в Пловдив, а после след заповед от правителството е отстранен от длъжност, а общинската управа е разтурена.
От 1923 година Гюлеметов е земеделски специалист в София. От 1926 година е администратор в изданията на Дружеството на българските агрономи. Автор е на статии и брошури, а в 1940 година издава книгата си „Из миналото на Брацигово“.
След Деветосептемврийския преврат в 1944 година Гюлеметов е във Временната управа на София. На 27 октомври 1946 година е избран за депутат в VI велико народно събрание, което приема нова конституция. Работи като завеждащ Стопанския отдел на Общия земеделски професионален съюз, завеждащ кадри в Министерството на земеделието и в Централния съвет на Отечествения фронт. Избиран е многократно за депутат в Столичния градски народен съвет.
С Указ на Президиума на Народното събрание от 12 ноември 1953 година е удостоен със званието „заслужил селскостопански деятел“. Носител е на орден „Девети септември 1944 г.“ I степен. В 1955 година издава книгата си „Страници из революционното движение в Брацигово 1878-1925 г.“.
Умира на 30 май 1956 година в Брацигово.